# Кеннеди, Джон Пендлтон
Джон Пендлтон Кеннеди (англ. John Pendleton Kennedy; 25 октября 1795, Балтимор — 18 августа 1870, Ньюпорт) — американский политический деятель и писатель. Член Американского философского общества (1853).
Был адвокатом, членом Палаты представителей Конгресса, в 1852—1853 годах — морским министром. В Гражданской войне 1861—1865 годов был сторонником Севера.
В романе «Суолло-Барн» (1832) юмористически описал быт виргинских плантаторов. Романтик, испытал влияние Вашингтона Ирвинга и Фенимора Купера (исторический роман «Робинзон-Подкова», 1835). В романе «Кводлибет» (1840) Кеннеди с консервативных позиций высмеивал американскую демократию.
Кроме нескольких сочинений политического содержания, Кеннеди опубликовал новеллы: «Swallow Barn», «Horse-Shoe Robinson», «Bob of the Bowl», «Life of William Wirt, attorney general of the United States» (1849; 1854), «Mr. Ambroses letters on the rebellion» (1865) и др. После смерти Кеннеди были изданы его «Political and official papers» (New York: Putnam, 1872).